# L'ultima crociata (film)
L'ultima crociata (Mihai Viteazul) è un film rumeno del 1971 diretto da Sergiu Nicolaescu.
Il film è considerato uno dei più importanti e famosi, un vero e proprio cult del cinema rumeno. È ricordato anche per il grande cast da cui è formato.